# Mary-Louise Parker
Mary-Louise Parker, född 2 augusti 1964 i Fort Jackson i South Carolina, är en amerikansk skådespelare. 
Parker fick sin skådespelarutbildning vid North Carolina School of the Arts och flyttade till New York där hon arbetade på olika teaterscener. Hon fick sin stora filmdebut med Stekta gröna tomater på Whistle Stop Café. Hon har medverkat i flera olika stora filmer men hon har även fortsatt inom teatern. 2005 fick hon huvudrollen som Nancy Botwin i den prisbelönta TV-serien Weeds vilket ledde till ett stort internationellt genombrott.
Parker har belönats med Tony-, Emmy- och Golden Globe-utmärkelser. Hennes morfar kom från Mora.
Parker har en son född 2004 tillsammans med skådespelaren Billy Crudup. 2007 adopterade hon på egen hand en dotter från Etiopien.

## Filmografi i urval
- 1989 – Longtime Companion
- 1991 – Grand Canyon
- 1991 – Stekta gröna tomater på Whistle Stop Café
- 1993 – Naken i New York
- 1993 – Mr. Wonderful
- 1994 – Klienten
- 1994 – Kulregn över Broadway
- 1995 – Med eller utan killar
- 1996 – Porträtt av en dam
- 1998 – Goodbye Lover
- 1999 – Fem sinnen
- 1999 – The Simple Life of Noah Dearborn (TV-film)
- 2001–2006 – Vita huset (TV-serie) (23 avsnitt)
- 2002 – Röd drake
- 2003 – Angels in America (TV-serie)
- 2004 – Saved!
- 2004 – Miracle Run (TV-film)
- 2005–2012 – Weeds (TV-serie) (102 avsnitt)
- 2005 – Romance & Cigarettes
- 2007 – Mordet på Jesse James av ynkryggen Robert Ford
- 2008 – Spiderwick
- 2009 – Solitary Man
- 2010 – Howl
- 2010 – Red
- 2013 – R.I.P.D.
- 2013 – Red 2
- 2014 – Bakom murarna
- 2014 – Behaving Badly
- 2018 – Red Sparrow
- 2021 – The Same Storm
- 2024 – The Gray House (TV-serie)
- 2025 – The Institute (TV-serie)